# Peñafiel (kommun)
Peñafiel är en kommun i Spanien.   Den ligger i provinsen Provincia de Valladolid och regionen Kastilien och Leon, i den centrala delen av landet, 140 km norr om huvudstaden Madrid. Antalet invånare är 5 628. Arean är 76 kvadratkilometer.
Terrängen i Peñafiel är platt åt sydväst, men åt nordost är den kuperad.